# Hypnum divulsum
Hypnum divulsum là một loài Rêu trong họ Hypnaceae. Loài này được Hook. f. & Wilson mô tả khoa học đầu tiên năm 1844.